# 제임스 맨골드
제임스 맨골드(James Mangold, 1963년 12월 16일 ~ )는 미국의 영화 감독, 영화 각본가이다.

## 작품 목록

### 감독
- 헤비 (1995)
- 캅 랜드 (1997)
- 처음 만나는 자유 (1999)
- 케이트 앤 레오폴드 (2001)
- 아이덴티티 (2003)
- 앙코르 (2005)
- 3:10 투 유마 (2007)
- 나잇 & 데이 (2010)
- 더 울버린 (2013)
- 로건 (2017)
- 포드 V 페라리 (2019)
- 인디아나 존스: 운명의 다이얼 (2023)
- 어 컴플리트 언노운 (미정)

### 제작
- 콜 오브 와일드 (2020)